# Alan M. Kriegsman
Alan Mortimer Kriegsman (* 28. Februar 1928 in Brooklyn, New York City; † 31. August 2012 in Washington, D.C.) war ein amerikanischer Tanz-Kritiker und Pulitzer-Preis-Träger.

## Biographie
Kriegsman wurde 1928 als Sohn eines Anwalts und einer Chefsekretärin im New Yorker Stadtbezirk Brooklyn geboren und wuchs im Viertel Far Rockaway in Queens auf. Er besuchte das Massachusetts Institute of Technology und machte seinen Bachelor-Abschluss an der Columbia University. Nachdem er in der Armee gedient hatte, entschloss er sich, sich auf die Musik zu konzentrieren. Seine Leidenschaft für den Tanz wurde durch eine Darbietung der Ballerina Alicia Markova im Jahr 1946 entfacht.
Nachdem er 1953 seinen Master-Abschluss im Fach Musik an der Columbia University gemacht hatte, arbeitete Kriegsman bis 1966 als Lehrkraft und in der Verwaltung mehrerer Colleges und Universitäten. Mittels eines Fulbright-Stipendiums besuchte er 1956 und 1957 die Universität Wien. 1957 heiratete er seine Frau, Sali Ann Ribakove.
Im Jahr 1966 begann Kriegsman seine Karriere als Journalist bei der Washington Post, zunächst als Musikkritiker. In den folgenden Jahren begann er, seine Arbeit auch auf andere darstellende Künste auszuweiten. 1974 wurde er zum Tanz-Kritiker der Washington Post und im Jahr 1976 für seine Kritiken mit dem Pulitzer-Preis für Kritik ausgezeichnet. Im Jahr 1996 ging er nach einer 30-jährigen Kritiker-Karriere in den Ruhestand.
Alan M. Kriegsman verstarb am 31. August 2012 in seinem Haus in Washington, D.C. im Alter von 84 Jahren an einer Herzkrankheit.